# 阿尔及利亚历史
阿尔及利亚历史发生在北部非洲。阿尔及利亚有肥沃的沿海平原，尤其是突尼斯的西边，常被称作马格里布（在阿拉伯语中有“西方”之意）。在古羅馬時期的努米底亞大致與阿尔及利亚範圍相當。
现代阿尔及利亚主要讲阿拉伯语，但有部分人使用新石器时代存留至今的本地语柏柏尔语，其历史中最大的影响来自伊斯兰教的传播，阿拉伯化，奥斯曼帝国和法国的殖民统治，以及独立斗争。

## 史前
早期人类在今阿尔及利亚活动的证据是由1992年在Ain Hanech地区发现的180万年前奧都萬石器时代的工具。1954年，由C. Arambourg在Ternefine发现的化石Homo erectus有着70万年的历史。在公元前6000至2000年间，新石器文明在撒哈拉和地中海马格里布地区发展。
北非历史上起到欧洲去往中东的通路作用，这里的居民受到这两个方向的影响。尽管受到从海边而来的迦太基、罗马、拜占庭的征服和殖民的影响，在混合文化下发展而来的柏柏尔人的语言文化仍然主宰着大部分的地区，直到伊斯兰教的传播和阿拉伯人的征服。

## 伊斯兰化
在北非（或马格里布），伊斯兰教的传入和阿拉伯人的深刻影响始于公元7世纪。新的信仰和新的语言使得社会和经济关系发生了变化，建立了同丰富文化的联系，引入了有力的政治表述和政治组织。从穆拉比特王朝和穆瓦希德王朝的伟大柏柏尔王朝到1990年代致于力建立伊斯兰国家的军政府，回到纯正的伊斯兰价值观和实践的呼声始终享有社会上的响应和政治上的权力。

### 穆拉比德王朝（约1060年－1147年）

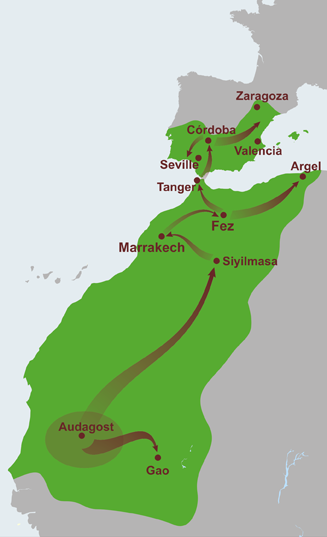
1076年穆拉比特王朝一度征服加納帝國首都，將版圖擴至最大

1040年，從突尼西亞被派到摩洛哥南部重新宣教的伊斯蘭教士阿卜杜拉·伊本·雅辛（Abdallah ibn Yasin），逐漸統合當地住民累姆圖納人，成立了穆拉比特教派(Almoravids，意為「修道院的人民」，指的是「致力於為建立真正的伊斯蘭而戰鬥的一群人士」)。1053年開始，穆拉比特人開始對在沙漠的柏柏尔人及撒哈拉以南的黑人實施正統及禁慾的宗教。1054年攻下桑哈札人的貿易中心──奧達哥斯特。後來伊本·雅辛於擴張戰役中陣亡，王位由他的兩個堂弟先後繼承。
從1061年開始，伊本·雅辛的堂弟優素福·伊本·塔什芬成為穆拉比特的新君主，展現出強大的軍事、政治天才，打造穆拉比特王朝最興盛、偉大的黃金時代。他於同年攻下摩洛哥、西撒哈拉及茅利塔尼亞。於1062年，他興建了馬拉喀什城為首都，馬拉喀什因此成為摩洛哥歷代王朝的首都近九百年，一直到1912年才遷到拉巴特。於1080年，他攻取了阿爾及利亞的特萊姆森，疆界延至奧蘭。1062年，伊本·塔什芬大帝開始侵略加纳帝国，並在1076年完成征服。1140年代，摩洛哥發生阿爾摩哈德人（穆瓦希德王朝）的動亂，1147年馬拉喀什被攻占，穆拉比特王朝滅亡。

### 穆瓦希德王朝（1147年－1248年）

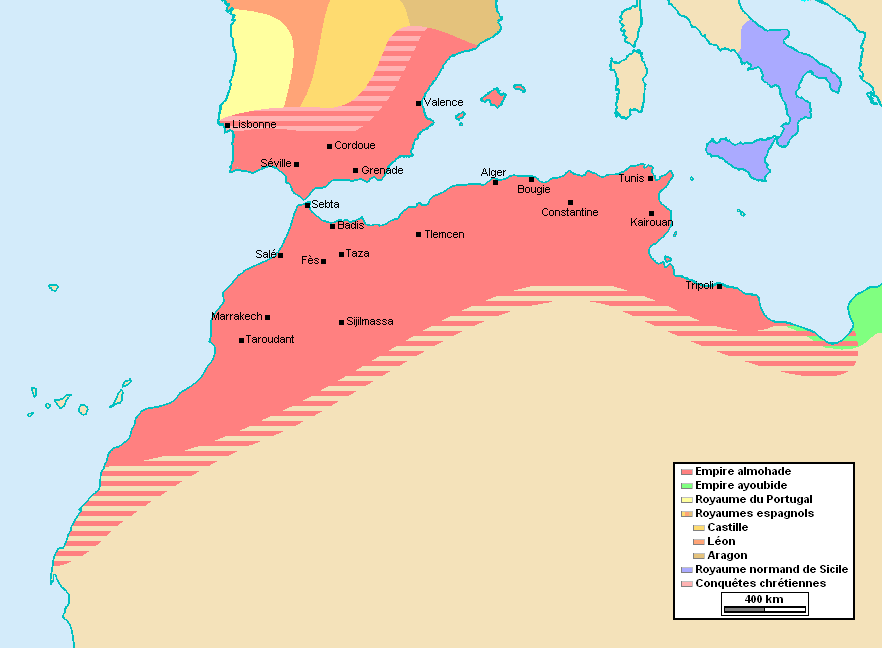
穆瓦希德最大領土

穆瓦希德王朝的统治者是摩洛哥人。1121年阿卜杜·穆明建立政权。1147年攻占马拉喀什，灭穆拉比特王朝，此后王朝定都于此。12世纪后期王朝达到鼎盛，征服西班牙穆斯林地区和整个马格里布。國內通行古典阿拉伯語、柏柏爾語族諸語言、中世紀希伯來語、非洲羅曼語。13世纪初国土分裂，1269年被马林王朝所取代。

### 扎亞尼德王朝（1236年－1550年）

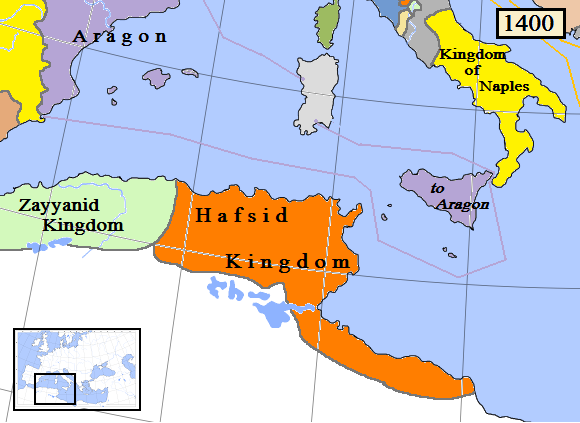
1400年的扎亞尼德王朝（Zayyanid Kingdom），淺綠色區塊；東邊佔領突尼斯的橘色區塊則是哈夫斯王朝

曾經強盛的穆瓦希德王朝，從1229-1244年分裂、瓦解，分成三個王國：1.摩洛哥地區由馬林王朝繼承；2.阿爾及利亞由札亞尼德王朝繼承；3.突尼西亞由哈夫斯王朝繼承。雖然馬林王朝在1337-1358年曾經佔領阿爾及利亞20年，但扎亞尼德王朝仍是大部分時期的阿爾及利亞主人，一直到1550年，扎亞尼德王朝被鄂圖曼土耳其的蘇萊曼大帝滅掉為止。

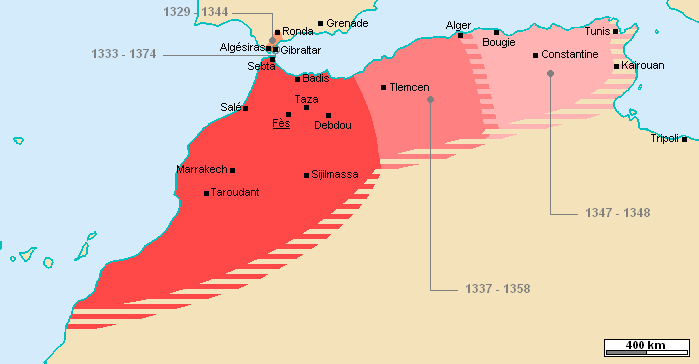
14世紀上半馬林王朝擴張圖，但暗紅、淺紅土地到1358年又全部丟失，回到原來的深紅色國土

### 鄂圖曼土耳其時代
从16世纪早期起，300年的时间里，阿尔及利亚一直是奥斯曼帝国的一个省，阿尔及尔是其省会，在这段时间里，现代阿尔及利亚作为摩洛哥和突尼斯之间一个独立的地区逐渐成形，阿尔及利亚以及周围地区统称为巴巴里诸国，因海盗行径和奴役基督徒，美国与其进行了第一次和第二次巴巴利戰爭。

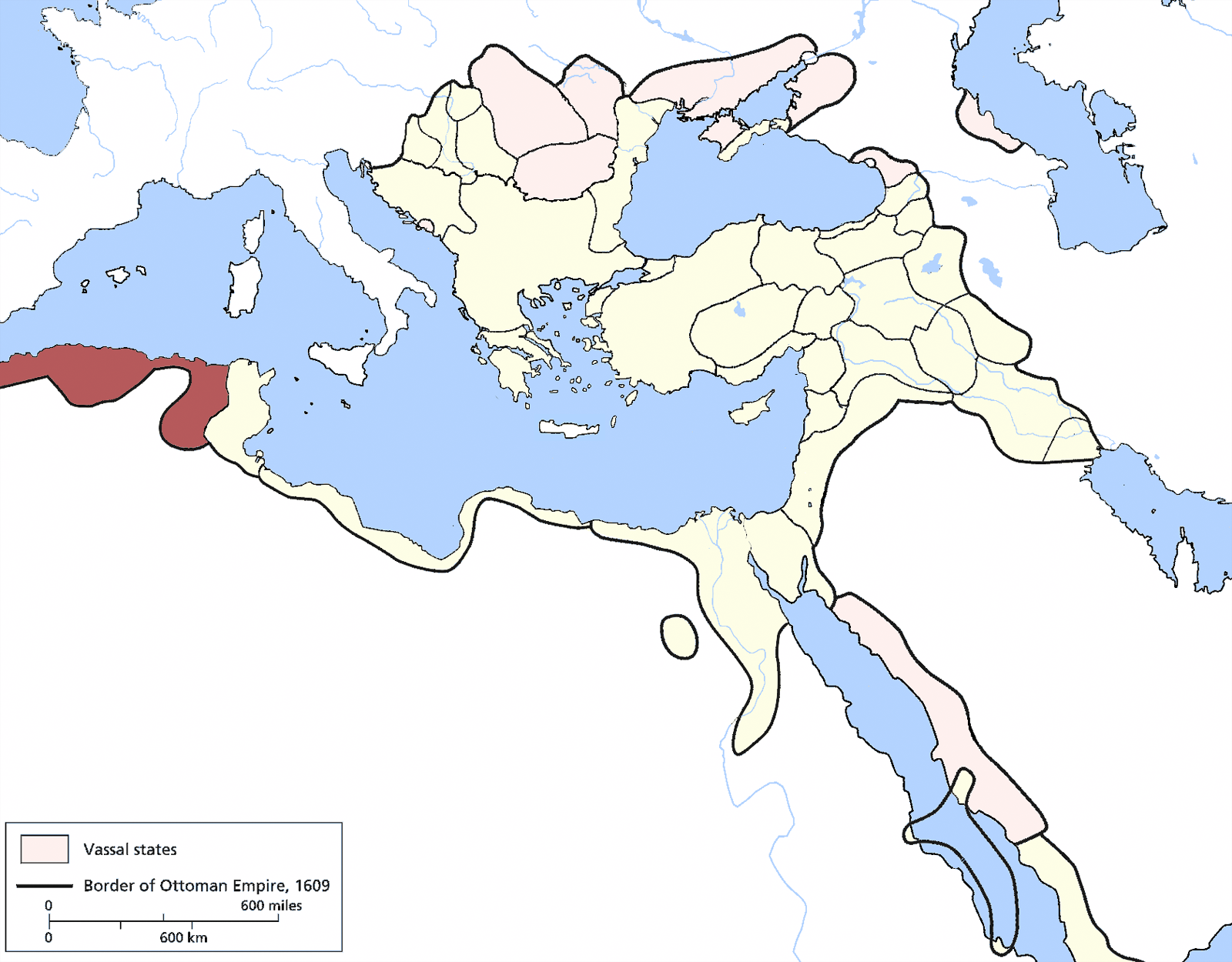
1609年的奧斯曼阿爾及利亞疆域

## 法国占领时期
1830年，法国以一个外交事件为战争理由，入侵并占领阿尔及利亚海岸地区，总督胡塞因迪伊被流放，法国殖民地自此逐渐向南渗透，直至对此地区和居民产生深刻的影响。然而，欧洲的征服遭到了反抗，几年后才被法国军队扑灭。阿尔及利亚人被法國殖民統治了132年。但这一时期，卫生和基础设施却是得到了发展，总体经济规模扩大，同时还形成了新的阶层，这新的阶层接受了平等和政治自由的理念，推进国家的独立进程。法国统治时期，争取生存、共存、平等和争取独立的斗争塑造了阿尔及利亚民族认同的一大部分。

## 独立
二战期间，阿尔及利亚的军队站在同盟国一边，同自由法国武装一起战斗。但当1945年对胜利的庆祝，上升成为对阿尔及利亚独立和主权的要求时，戴高乐领导下的刚刚成立的法国政府却镇压了抗议运动。随后的大屠杀成为阿尔及利亚历史的转折点。
1945年4月，法国逮捕了阿尔及利亚民族解放领袖梅萨利·哈吉。5月1日，阿尔及利亚人民党（Parti du Peuple Algérien ，PPA）的追随者举行示威。被警察暴力镇压，几名阿尔及利亚人被打死。5月8日，法国庆祝德国无条件投降，更多阿尔及利亚人的死亡在塞提夫（Sétif）及周围地区引发了暴動。军队向平民开枪，6000到8000人被打死。根据（Yves Bénot），包括阿尔及利亚政府在内的一些来源称死亡人数多达50000人。许多民族主义者认为不可能通过和平途径取得独立，开始组织暴力起义甚至包括恐怖主义。
1954年到1962年的阿尔及利亚独立战争 漫长而且残酷，是阿尔及利亚历史最近一次大的转折。尽管常有发生内战，但阿尔及利亚最终得到了统一，独立自由的价值观和反殖民主义的思想铸造了阿尔及利亚的民族自决。而法国军队的过激策略至今仍备受争议。据估计有30到100万的阿尔及利亚人死于独立战争，总数900到1000万阿拉伯人中就有200到300万人沦为难民或是被迫迁入由政府控制的难民营。大量乡村和农业毁于战火，由欧洲殖民者（pied-noirs）开辟的现代经济也遭到破坏。因为内战引发的深刻民族裂痕，以及受到取得胜利的民族解放阵线（Front de Libération nationale，简称FLN）成员的威胁，近百万法国移民的后裔被迫逃离，犹太人和曾支持法属阿尔及利亚的阿拉伯人也被迫逃离，在法国军队撤离后，混战，武装骚动和对被认为是叛徒的人（即阿尔及利亚奸细harkis）的私刑审讯造成了数万人次的死亡，直到本·贝拉领导的新政府控制了局面。

## 军事政权
1965年，军事政变上台的艾哈迈德·本·贝拉和胡瓦里·布迈丁 成为国家首脑，军事政权统治阿尔及利亚直到今天。

## 1962年以来的阿尔及利亚
1962年7月1日举行了公民投票，7月3日法国宣布阿尔及利亚独立，1963年9月8日公民投票产生了一部宪法，9月晚些时候，艾哈迈德·本·贝拉被正式选为第一任总统。
沙德利·本·杰迪德上校于1979年被选为总统，于1984年和1988年两次连任，1989年产生的新宪法允许组建民族解放阵线以外的政治团体，并取消了自胡瓦里·布迈丁时代起控制政府的军队在政府运行中起的决定作用，在新宪法下出现了很多政党，其中最成功的是伊斯兰救世阵线，该党在1990年6月地方选举和1991年12月全国立法机关的第一阶段选举中赢得了超过50%的选票。
在1990年6月的选举中,原教旨主义的伊斯兰救世阵线出人意料的取得了第一回合胜利,导致军队介入制裁了伊斯兰救世阵线，并无限延迟了后续的选举，原教旨主义者的反应引起持续的底层民众和世俗的国家机器之间的冲突，这反而导致了选举倒向倾向政府的温和派政党一边，伊斯兰救世阵线的武装阵线，伊斯兰救世军在2000年1月解散，许多其他武装的好战分子在一项旨在促进民族和解的特赦法案下投降但仍有少数武装分子坚持对抗政府军队，对一些村庄作零散的袭击，发起其他形式的恐怖袭击。其他社会问题还有：柏柏尔族骚乱、大量失业、住房紧缺以及以原油为基础的经济缺乏多样性。
1999年阿卜杜勒-阿齐兹·布特弗利卡开始担任总统。2009年，经过宪法修正案，第三次阿卜杜勒-阿齐兹·布特弗利卡当选总统。